# Hồi phong hành

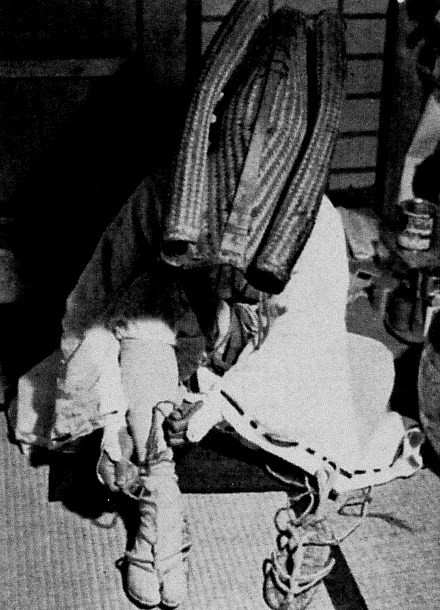
Một hành giả tu sĩ Nhật Bản đang chuẩn bị bộ hành với đôi giày cỏ

Hồi phong hành (chữ Nhật: Kaihōgyō/回峰行) là một kiểu thực hành tu khổ hạnh được các tu sĩ Phật giáo (Bhikkhu) thuộc Tông phái Tendai Nhật Bản thực hành. Việc thực hành bao gồm việc đi bộ nhiều lần trên một tuyến đường trên núi Hiei từ vị trí của Enryaku-ji (là bản doanh trụ sở chính của trường phái Tendai), đồng thời cầu nguyện tại đền thờ và những nơi linh thiêng khác. Việc tuân thủ thực hành này lâu nhất phải mất 1000 ngày mới hoàn thành, kéo dài trong bảy năm. Có hai cấp độ gồm 100 ngày (Bách nhật Hồi phong hành/hyaku-nichi kaihōgyō/百日回峰行) và thử thách 1.000 ngày (Thiên nhật Hồi phong hành/sennichi kaihōgyō).

## Đại cương
Đây là một thử thách bộ hành kéo dài 1.000 ngày trong suốt bảy năm dành cho những nhà sư của Phật giáo Thiên Thai tông (Tendai) tại Nhật Bản, đây là bộ hành khổ luyện tìm kiếm sự giác ngộ của hành giả. Hành giả buộc phải đi lễ bái nhiều nơi trên núi Hiei (比叡山) trong 100 ngày, trung bình mỗi ngày 30 km, kết hợp kiểm soát nghiêm ngặt đối với từng loại thức ăn được nạp vào cơ thể. Sau khi hành giả đã tinh tấn tu hành hoàn thành 700 ngày ở năm thứ 5 thì phải nhập đường (Dōiri) vào nơi thờ Fudō Myōō tức Bất Động Minh Vương. Với việc tu hành nghiêm khắc, người tu khổ hạnh theo pháp Hồi Phong Hành không được từ bỏ giữa đường hoặc tu sĩ phải tự mình mổ bụng kết liễu và người ta sẽ bỏ lên một đồng xu, gọi là Rokumon-sen. Thiên nhật Hồi phong hành đã kế thừa quan niệm rằng cỏ, cây, sông, núi tất thảy đều có Phật tánh nên cần phải đảnh lễ khắp thảy (để tìm thấy Phật tánh của tự thân). Hành giả tu theo Hồi phong hành, trên đầu đội một chiếc nón làm bằng vỏ cây với hình dáng của một đóa sen chưa nở, mặc một bộ y phục màu trắng với ý niệm đã xa lìa sinh tử, chân mang đôi dép cỏ hình hoa sen 8 cánh, eo thắt một sợi dây với ý nghĩa ra ngoài cái chết và một thanh kiếm với ý nghĩa giáng ma (hàng phục ma quân).
Lịch trình cụ thể như sau:
| Năm thứ nhất                                                                       | Năm thứ hai                         | Năm thứ ba                          | Năm thứ tư                          | Năm thứ năm                         | Năm thứ sáu                    | Năm thứ bảy                                                                     |
| ---------------------------------------------------------------------------------- | ----------------------------------- | ----------------------------------- | ----------------------------------- | ----------------------------------- | ------------------------------ | ------------------------------------------------------------------------------- |
| 30 (40) km mỗi ngày trong 100 ngày.                                                | 30 (40) km mỗi ngày trong 100 ngày. | 30 (40) km mỗi ngày trong 100 ngày. | 30 (40) km mỗi ngày trong 200 ngày. | 30 (40) km mỗi ngày trong 200 ngày. | 60 km mỗi ngày trong 100 ngày. | 84 km mỗi ngày trong 100 ngày, tiếp theo là 30 (40) km mỗi ngày trong 100 ngày. |
| (Các con số trong ngoặc đơn cho biết khoảng cách của chặng đường Thung lũng Imuro) |                                     |                                     |                                     |                                     |                                |                                                                                 |